# Andrij Mandzij
Andrij Vasylyovytj Mandzij (ukrainska: Андрій Васильович Мандзій), född 19 februari 1988, är en ukrainsk rodelåkare.

## Karriär
Mandzij tävlade för Ukraina vid olympiska vinterspelen 2014 i Sotji, där han slutade på 31:a plats i herrarnas singel. Vid olympiska vinterspelen 2018 i Pyeongchang slutade Mandzij på 40:e plats i herrarnas singel.
Vid olympiska vinterspelen 2022 i Peking slutade Mandzij på 27:e plats i herrarnas singel.